# قطعنامه ۲۰۲۹ شورای امنیت
قطعنامه ۲۰۲۹ شورای امنیت سازمان ملل متحد که در تاریخ ۲۱ دسامبر ۲۰۱۱ تصویب شد، سندی بین‌المللی دربارهٔ دیوان جرایم بین‌المللی برای رواندا است. این قطعنامه طی نشست ۶۶۹۴ام با ۱۵ رای موافق، ۰ مخالف و ۰ ممتنع تصویب شد.